# Martiri d'Algeria
I beati Pierre Lucien Claverie e compagni martiri, conosciuti anche semplicemente come Martiri d'Algeria, sono un gruppo di diciannove persone uccise in Algeria tra il 1994 e il 1996 durante la guerra civile. La maggior parte erano sacerdoti o religiosi professi appartenenti a congregazioni religiose. Sette erano monaci trappisti e uno era un vescovo. Le loro nazioni d'origine erano Francia (15), Tunisia (1), Spagna (2) e Belgio (1).
La loro causa collettiva di beatificazione venne aperta il 31 marzo 2007 e tutti furono dichiarati servi di Dio. Papa Francesco confermò la loro beatificazione nel 2018 e il gruppo è stato beatificato l'8 dicembre 2018 ad Orano dal cardinale Giovanni Angelo Becciu.

## Storia

### Monaci di Tibhirine e monsignor Claverie
Diciannove persone vennero assassinate durante il corso della guerra civile algerina dal 1994 fino alla morte del vescovo di Orano Pierre Claverie nel 1996. La morte dei monaci trappisti del convento dell'Atlante avvenne nel corso di un rapimento rivendicato dal Gruppo Islamico Armato, terminato con la decapitazione di tutti gli ostaggi.
I sette monaci trappisti del loro monastero dell'Atlante furono rapiti intorno all'1:15 del mattino del 27 marzo 1996, dopo che venti uomini armati assaltarono il luogo e presero prigionieri i monaci lasciando due monaci nascosti in stanze separate. Le linee telefoniche erano state tagliate, il che significava che una chiamata alla polizia era impossibile per i due monaci nascosti, mentre il coprifuoco forzato significava che i due non potevano guidare fino alla più vicina stazione di polizia. I sette monaci furono tutti decapitati due mesi dopo. Vennero trovate solo le teste. Le esequie si tennero il 2 giugno nella basilica di Nostra Signora d'Africa ad Algeri e furono sepolti il 4 giugno nel convento di Tibhirine.
Christian de Chergé fu uno dei sette uccisi. Era priore del convento dal 1984 ed era noto per il suo amore per il popolo musulmano e per i suoi studi sull'Islam e sulla cultura islamica.
Paul Dochier si diceva che fosse burbero, ma era benvoluto e noto per il suo ampio lavoro con i malati. Studiò medicina e svolse il servizio civile in Marocco come tenente medico. Il 7 dicembre 1941 entrò nel convento di Aiguebelle dei cistercensi della stretta osservanza. Prestò servizio come prigioniero volontario in Germania dal 1943 al 1945 dopo aver preso il posto di un padre di famiglia. Nel 1946 partì per Tibhirine e il 15 agosto 1949 emise i voti perpetui. Nel 1959 lui e un altro furono rapiti dall'ALN, ma vennero rilasciati dopo due settimane.
Christophe Lebreton era l'ultimo nato per i suoi genitori e a dodici anni iniziò gli studi ecclesiastici. Li lasciò alla fine della scuola superiore e svolse il servizio civile in Algeria prima di andare a studiare giurisprudenza. Il 1º novembre 1974 entrò tra i trappisti di Tamié e partì per Tibhirine nel corso del suo noviziato. Nel 1977 tornò a Tamié dove emise la professione solenne il 1º novembre 1980. Poco dopo si trasferì nel monastero dell'Atlante e fu ordinato presbitero un decennio dopo, il 1º gennaio 1990.
Michel Fleury lavorò in fattoria fino a diciassette anni. Nei successivi nove anni svolse gli studi ecclesiastici. Trascorse il decennio successivo a Prado lavorando in una fabbrica a Lione e poi a Parigi e Marsiglia. Nel novembre del 1980 entrò tra i trappisti di Bellefontaine. Nel 1984 partì per Tibhirine e lì fece la professione solenne il 28 agosto 1986.
Christian Lemarchand iniziò i suoi studi ecclesiali dopo il liceo a Poitiers e svolse il servizio civile in Algeria dal 1951 al 1953. Il 2 aprile 1956 fu ordinato sacerdote e dal 1956 al 1980 insegnò al collegio Saint Charles de Thouars. A 51 anni entrò tra i trappisti di Bellefontaine e nel 1984 andò a Tibhirine. Fece la professione solenne il 21 marzo 1990.
Célestin Ringeard lavorò con suo padre come fabbro e più tardi divenne un idraulico esperto. Sua madre morì nel 1984 e lo stesso anno entrò tra i trappisti di Tamié. Nel 1989 partì per Tibhirine e fece la professione solenne il 20 agosto 1991.
Pierre Claverie fu ucciso con il suo autista e amico musulmano Mohamed il 1º agosto 1996 con una bomba. Era noto per i suoi sforzi per l'ecumenismo e la collaborazione con il popolo musulmano. Fu anche un prolifico scrittore sul dialogo interreligioso che aveva messo a fuoco per la sua carriera episcopale. Era noto per la sua padronanza dell'arabo classico che aveva anche insegnato.
Papa Giovanni Paolo II commemorò gli uccisi nel suo discorso di Pentecoste in cui ricordò la loro "testimonianza di amore" e "onore alla Chiesa".

### Altri
Henri Vergès entrò nei Fratelli maristi delle scuole e fece la professione solenne a 22 anni. Dal 1958 al 1966 fu vice maestro dei novizi a Corrèze e il 6 agosto 1969 giunse in Algeria. Lavorò come direttore della scuola "San Bonaventura" di Algeri dal 1969 al 1976 e come insegnante di matematica dal 1969 al 1988. Fu assassinato nel pomeriggio dell'8 maggio 1994 insieme a suor Paul-Hélène nel suo ufficio. Le sue esequie furono presiedute dal cardinale Léon-Etienne Duval.
Paul-Hélène era un ingegnere che nel 1952 decise di entrare nelle Piccole suore dell'Assunzione. Nel 1960 emise la professione solenne. Dal 1954 al 1957 lavorò con le famiglie a Creil. Poi fu infermiera a Parigi. Desiderava lavorare nelle missioni in America Latina ma nel 1963 si accontentò di essere mandata ad Algeri. Rimase lì fino al 1974 quando si trasferì a Tunisi per poi trasferirsi l'anno successivo a Casablanca. Rimase lì fino al suo ritorno ad Algeri nel 1984. A Casablanca lavorò con i neonati prematuri e tornò ad Algeri come infermiera scolastica.
Esther Alonso nacque da Nicasio Paniagua e Dolores Alonso. A diciotto anni entrò nelle suore agostiniane missionarie e nel 1970 emise la professione solenne. Poi studiò per divenire infermeria e venne inviata in Algeria dove imparò l'arabo e la cultura islamica. Si prendeva cura dei malati in ospedale, pur dando la priorità ad aiutare i bambini handicappati che si riferivano a lei come "il loro angelo". Lesse il Corano per avere una migliore comprensione della gente musulmana con cui lavorava. Lei e suor María Martin vennero uccise mentre si recavano a messa.
María Martín nacque da Constantino Álvarez e Sotera Martín. Nel 1955 entrò nelle suore agostiniane missionarie e venne mandata in Algeria dove il 3 maggio 1960 emise la professione solenne. La sua salute delicata la costrinse a tornare in Spagna anche se in seguito ritornò in Algeria dopo un sufficiente miglioramento della sua salute. Si prendeva cura di anziani e ammalati. Fu assassinata con suor Esther Alonso mentre si recavano a messa.
Jean Chevillard entrò nei Missionari d'Africa - o padri bianchi - dopo aver completato la sua educazione. Aveva sedici anni quando arrivò in Africa del Nord e il 29 giugno 1949 fece il suo giuramento nell'ordine. Il 1º luglio 1950 fu ordinato presbitero a Cartagine. Quattro uomini armati irruppero nel suo ufficio verso mezzogiorno del 27 dicembre 1994 mentre stava smistando la posta e lo uccisero.
Alain Dieulangard studiò giurisprudenza e si laureò nel 1943. Nello stesso periodo entrò nei Missionari d'Africa. Il 29 giugno 1949 a Thibar fece il suo giuramento. Il 1º febbraio 1950 fu ordinato presbitero. Lavorò nell'insegnamento e nell'amministrazione a Kabylie. Venne assassinato il 27 dicembre 1994 nel cortile della missione con altri tre confratelli del suo ordine.
Charles Deckers entrò nei Missionari d'Africa dopo aver completato gli studi e il 21 luglio 1949 prestò giuramento. L'8 aprile 1950 fu ordinato presbitero. Studiò l'arabo a Tunisi e nel 1955 ricevette il suo primo incarico di sorvegliante di un ostello della gioventù. Nel 1982 si trasferì nello Yemen. Nel 1987 tornò in Algeria e divenne cappellano della basilica di Nostra Signora d'Africa di Algeri. Venne assassinato il 27 dicembre 1994 nel cortile della missione con altri tre confratelli del suo ordine. Aveva raggiunto Tizi Ouzou per festeggiare l'onomastico di padre Jean e il proprio compleanno, che era il giorno precedente.
Christian Chessel nel 1981 conseguì il diploma di ingegnere. In seguito, fino al 1983, prestò come volontario in Costa d'Avorio. Nel 1985 entrò nei Missionari d'Africa e ha fatto il suo giuramento a Roma il 26 novembre 1991. La sua mano destra poggiò sulle pagine del Vangelo secondo Luca stampato in arabo. Il 28 giugno 1992 fu ordinato presbitero. Venne assassinato il 27 dicembre 1994 nel cortile della missione con altri tre confratelli del suo ordine.
Angèle-Marie (Jeanne) Littlejohn entrò nelle suore missionarie di Nostra Signora degli Apostoli nel 1957. L'8 settembre 1959 emise i primi voti e poi venne inviata a Bouzarea per aiutare nella gestione di un orfanotrofio e di un collegio per ragazze. Rimase lì fino al 1964, quando iniziò a lavorare presso la scuola d'arte di Algeri dove lavorò fino alla morte. Lasciò la messa nel pomeriggio al fianco di suor Bibiane e furono uccise dieci minuti quando si stava recando nella missione.
Bibiane (Denise) Leclerc entrò nelle suore missionarie di Nostra Signora degli Apostoli il 4 marzo 1959. L'8 marzo 1961 emise i suoi primi voti. Venne inviata a Costantina dove lavorò in un reparto maternità. Nel 1964 venne trasferita ad Algeri per assumere la direzione di un centro di cucito per studenti svantaggiati. Venne uccisa con suor Jeanne a circa 100 metri dalla sua casa religiosa dopo aver lasciato la messa del pomeriggio.
Odette Prévost iniziò ad insegnare nel 1950. Nel 1953 entrò nelle Piccole suore del Sacro Cuore di Charles de Foucauld. Nel 1959 emise la professione perpetua. L'anno precedente era partita in missione a Kbab, in Marocco. In seguito venne trasferita ad Argenteuil, in Francia e poi ad Algeri nel 1968. Leggeva spesso il Corano per capire meglio la popolazione musulmana. Le pallottole di un terrorista la uccisero mentre si dirigeva verso la messa.

## Elenco
I diciannove martiri sono:
- uccisi l'8 maggio 1994 ad Algeri, in Algeria:
  - Henri Vergès (nato il 15 luglio 1930 a Matemale, nei Pirenei Orientali, Francia, religioso professo dei fratelli maristi delle scuole)
  - Paul-Hélène Saint Raymond (nata il 24 gennaio 1927 a Parigi, Francia, religiosa professa dalle Piccole suore dell'Assunzione)
- uccise il 23 ottobre 1994 a Bab-el-Oued, Algeri, Algeria:
  - María Caridad Álvarez Martín (nata il 9 maggio 1933 a Santa Cruz de Salceda, Burgos, Spagna, religiosa professa delle Suore agostiniane missionarie)
  - Esther Paniagua Alonso (nato il 7 giugno 1949 a Izagre, León, Spagna, religiosa professa dalle Suore agostiniane missionarie)
- uccisi il 27 dicembre 1994 a Tizi-Ouzou, in Algeria:
  - Alain Dieulangard (nato il 21 maggio 1919 a Saint-Brieuc, Côtes-d'Armor, Francia, sacerdote professo dei Missionari d'Africa)
  - Charles Decker (nato il 26 dicembre 1924 ad Anversa, in Belgio, sacerdote professo dei Missionari d'Africa)
  - Jean Chevillard (nato il 27 agosto 1925 ad Angers, nel Maine-et-Loire, Francia, sacerdote professo dei Missionari d'Africa)
  - Christian Chessel (nato il 27 ottobre 1958 a Digne, Alpes-de-Haute-Provence, Francia, sacerdote professo dei Missionari d'Africa)
- uccise il 3 settembre 1995 a Belcourt, Algeri, Algeria:
  - Bibiane (Denise) Leclercq (nata l'8 gennaio 1930 a Gazeran, Yvelines, Francia, religiosa professa delle suore Missionarie di Nostra Signora degli Apostoli)
  - Angèle-Marie (Jeanne) Littlejohn (nata il 22 novembre 1933 a Tunisi, Tunisia, religiosa professa delle suore Missionarie di Nostra Signora degli Apostoli)
- uccisa il 10 novembre 1995 ad Algeri, in Algeria:
  - Odette Prévost (nata il 17 luglio 1932 a Oger, Marne, Francia, religiosa professo dalle Piccole suore del Sacro Cuore di Charles de Foucauld)
- uccisi il 21 maggio 1996 nei pressi di Médéa, in Algeria:[4]
  - Christian de Chergé (nato il 18 gennaio 1937 a Colmar, Alto Reno, Francia, sacerdote professo dei trappisti)
  - Luc (Paul) Dochier (nato il 31 gennaio 1914 a Bourg-de-Péage, Drôme, Francia, religioso professo dei trappisti)
  - Christophe Lebreton (nato l'11 ottobre 1950 a Blois, Loir-et-Cher, Francia, sacerdote professo dei trappisti)
  - Michel Fleury (nato il 21 maggio 1944 a Sainte-Anne, Loire-Atlantique, Francia, religioso professo dei trappisti)
  - Bruno (Christian) Lemarchand (nato il 1º marzo 1930 a Saint-Maixent, Deux-Sèvres, Francia, religioso professo dei trappisti)
  - Célestin Ringeard (nato il 27 luglio 1933 a Touvois, Loire-Atlantique, Francia, sacerdote professo dei trappisti)
  - Paul Favre-Miville (nato il 17 aprile 1939 a Vinzier, Haute-Savoie, Francia, religioso professo dei trappisti)
- ucciso il 1 ° agosto 1996 a Orano, in Algeria:
  - Pierre Lucien Claverie (nato l'8 maggio 1938 ad Algeri, Algeria, sacerdote professo dell'Ordine dei frati predicatori e vescovo di Orano)

## Commemorazioni
Il 30 maggio 2016 il sindaco di Parigi Anne Hidalgo scoprì una targa per commemorare i sette monaci di Tibhirine durante una cerimonia durante la quale intitolò un giardino nella piazza Saint Ambrose nel VI arrondissement.

## Processo di beatificazione
Il primo passo verso la beatificazione fu fatto il 5 luglio 2006 quando venne deciso che il processo di indagine diocesano non si sarebbe svolto a Orano, ma nella capitale, Algeri. L'inizio ufficiale della causa avvenne sotto papa Benedetto XVI, il 31 marzo 2007, dopo che la Congregazione delle cause dei santi emise l'editto ufficiale di "nihil obstat" (nulla contro) la causa, dando così ai diciannove il titolo di "Servi di Dio". La fase di indagine diocesana si svolse dal 5 ottobre 2007 alla sua chiusura successiva, il 9 luglio 2012. La Congregazione delle cause dei santi convalidò questo processo diocesano il 15 febbraio 2013, quando la causa giunse a Roma per ulteriori indagini. Il dossier ufficiale, detto "positio", giunse alla Congregazione delle cause dei santi nel 2017.
Il 1º settembre 2017 l'arcivescovo di Algeri Paul Desfarges e il vescovo di Orano Jean-Paul Vesco vennero ricevuti in udienza privata da papa Francesco per discutere della causa. Il collegio dei teologi aveva già approvato la causa. Questo significava che la plenaria della Congregazione delle cause dei santi doveva approvarla prima che fosse portata al pontefice che avrebbe concesso la pubblicazione. Il papa incoraggiò i vescovi e spinse perché la causa procedesse. Il 26 gennaio 2018 papa Francesco autorizzò la pubblicazione del decreto riguardante il martirio di monsignor Claverie e di 18 compagni uccisi in Algeria dal 1994 al 1996. Nell'aprile del 2018 il governo algerino concesse il permesso affinché la beatificazione fosse celebrata sul suolo nazionale previa consultazione con le autorità ecclesiastiche. La cerimonia di beatificazione venne celebrata l'8 dicembre 2018 ad Orano dal cardinale Giovanni Angelo Becciu.
L'attuale postulatore per questa causa è il prete trappista Thomas Georgeon.

## Nella cultura di massa
Il film drammatico francese del 2010 Uomini di Dio racconta la vita dei sette monaci trappisti fino al loro rapimento.